# MHPArena (Ludwigsburg)
MHP Arena (også kendt som Arena Ludwigsburg) er en indendørs sportshal, som ligger i Ludwigsburg, Tyskland. Arenaen bliver til dagligt benyttet af kvindeholdet SG BBM Bietigheim og basketballholdet Riesen Ludwigsburg.